# Deutscher Mediapreis
Der Deutsche Mediapreis ist ein Preis der deutschen Werbe- und Kommunikationsbranche. Der Preis soll insbesondere eine kreative Mediaplanung fördern und gelungene Kampagnen-Beispiele einem Fachpublikum bekannt machen.

## Der Preis
Die Auszeichnung wurde erstmals im Jahr 1999 von der Fachzeitschrift media&marketing (gegründet 1996) verliehen, die 2009 in w&v media umbenannt wurde und 2010 in Werben & Verkaufen aufging. Die eingereichten Kampagnen werden von einer Jury, die mit Vertretern aus Agenturen, Vermarktern und Werbetreibenden besetzt ist, verliehen. Die Kategorien und Zahl der Preise wurden in den vergangenen Jahren mehrfach variiert. Die Trophäe, eine bunte Acrylkugel, wurde vom Bildhauer und Künstler Karl-Heinz Einberger gestaltet.
Im Rahmen der Veranstaltung, die bis 2017 im Alten Rathaus in München stattfand und 2018 in die Münchner Kammerspiele wechselte, wird alljährlich auch die „Mediapersönlichkeit des Jahres“ ausgezeichnet. Im Jahr 2000 wurde außerdem der Nachwuchswettbewerb „Media Youngsters“ etabliert.
Langjähriger Schirmherr der Veranstaltung war Christian Ude. Moderiert wird der Deutsche Mediapreis von Wolfram Kons.

## Preisträger

### Deutscher Mediapreis 1999
- Beste Media-Strategie:
  - 1. Platz: CIA Medianetwork für Nike Deutschland mit der Kampagne „Brazil Weekend“
  - 2. Platz: MoreMedia für die HypoVereinsbank mit der „Fusionskampagne“
  - 3. Platz: Thomas Koch Media für Electronic Arts mit der Kampagne „FIFA 98“
- Mediapersönlichkeit des Jahres: Kai Hiemstra (Gründer HMS)

### Deutscher Mediapreis 2000
- Beste Media-Strategie:
- Media Youngsters:
  - 1. Platz:
  - 2. Platz: Zenithmedia
  - 3. Platz:
- Mediapersönlichkeit des Jahres: Hartmut E. Reuff (Mediadirektor Procter & Gamble)

### Deutscher Mediapreis 2001
- Beste Media-Strategie:
- Media Youngsters:
  - 1. Platz: Gregor Hiller und Morten Malmbak von HMS
  - 2. Platz:
  - 3. Platz: Zenithmedia
- Mediapersönlichkeit des Jahres: Heinrich Pöhlein (Bayerischer Rundfunk)
- Beste Fachkampagne: „Personal Ad by novaville“

### Deutscher Mediapreis 2002
- Beste Media-Strategie:
- Media Innovation des Jahres
  - 1. Platz: Zenithmedia für HypoVereinsbank mit der Kampagne „TV Movie Blitzmarker“
- Media Youngsters:
  - 1. Platz:
  - 2. Platz:
  - 3. Platz: Normann Bretz und Clemens Streit von HMS
- Mediapersönlichkeit des Jahres: Christian F. Cuntz (Omnicom-Media Group)

### Deutscher Mediapreis 2003
- Beste Media-Strategie:
- Media Youngsters:
  - 1. Platz:
  - 2. Platz:
  - 3. Platz:
- Mediapersönlichkeit des Jahres: Anke Schäferkordt (Geschäftsführerin VOX)

### Deutscher Mediapreis 2004
- Beste Media-Strategie:
- Beste Media-Idee:
  - 3. Platz: Zenithmedia für Toyota mit der Kampagne „Avensis“
- Media Youngsters:
  - 1. Platz:
  - 2. Platz:
  - 3. Platz:
- Mediapersönlichkeit des Jahres: Paul Vogler (CEO Mindshare)

### Deutscher Mediapreis 2005
- Beste Media-Strategie:
- Beste Media-Idee:
  - 1. Platz: Redblue für Media Markt mit der Kampagne „Werbung nervt“
  - 2. Platz: Jung von Matt für Mey mit der Kampagne „Push-up“
  - 3. Platz:
- Media Youngsters:
  - 1. Platz:
  - 2. Platz:
  - 3. Platz:
- Mediapersönlichkeit des Jahres: Margret Buhse (Leiterin Konzern-Kommunikation Beiersdorf AG)

### Deutscher Mediapreis 2006
- Beste Media-Strategie: Zenithmedia für Toyota mit der Kampagne „Aygo - kleines Auto mit grosser Wirkung“
- Beste Media-Idee:
  - 1. Platz: Springer & Jacoby Media für Görtz mit der Kampagne „Kleine Füsse - grosse Wirkung“
  - 2. Platz: Springer & Jacoby Media für Mercedes-Benz mit der Kampagne „Was die Nacht verhüllt...“
  - 3. Platz: Mindshare für die Allianz Versicherung mit der Kampagne „Allianz Unfallversicherung 60+“
- Media Youngsters:
  - 1. Platz: Susanne Hammer und Jan Steinhagen von Magic Moments
  - 2. Platz: Judith Hahn und Christine Feulner von Initiative Media
  - 3. Platz: Eva Apfelthaler und Sandra Ulbrich von Mindshare
- Mediapersönlichkeit des Jahres: Michael Walter (Anzeigenleiter Gruner + Jahr)

### Deutscher Mediapreis 2007
- Beste Media-Strategie:
  - 1. Platz: Starcom Next für Levi Strauss Germany mit der Kampagne „Levi's Moonbathing: Was hast Du letzte Nacht gemacht?“
  - 2. Platz: OMD Germany für Robert Bosch mit der Kampagne „Robert Bosch im WM-Fieber“
  - 3. Platz: Mindshare für Axe Click Bodyspray mit der Kampagne „Flirt Attack“
- Beste Media-Idee:
  - 1. Platz: Mindshare für Deutsche BP mit der Kampagne „Doppelte Hülle für Schiff und Heft“
  - 2. Platz: Mediaplus für FriendScout24 mit der Kampagne „Endlich zu Zweit“
  - 3. Platz: Zenithmedia für Puma mit der Kampagne „Atmosphere TV“
- OMG Award der Organisation der Mediaagenturen im GWA: Google
- Media Youngsters:
  - 1. Platz: Lilian Sandrock und Viktoria Hoffmann von Vizeum
  - 2. Platz: Mareike Papez und Carla Pigalotta von Zenithmedia
  - 3. Platz: Isabel Dickenscheid und Patricia Landers von HMS
- Mediapersönlichkeit des Jahres: Hans-Jürgen Grabias (Marketingleiter Krombacher Brauerei)

### Deutscher Mediapreis 2008
- Beste Media-Strategie:
  - 1. Platz: Mindshare für Nike
  - 2. Platz: Beyond Interactive für Volkswagen mit der Kampagne „Horst Schlämmer“
  - 3. Platz: Zenithmedia für Toyota Deutschland mit der „Augen auf Auris“
- Beste Media-Idee:
  - 1. Platz: Crossmedia und Heimat für Hornbach mit der Kampagne „Mach es fertig. Bevor es dich fertig macht.“
  - 2. Platz: Euro RSCG für Reckitt Benckiser mit einer Kampagne für „Clearasil Ultra“
  - 3. Platz: Carat für Google Deutschland mit der Kampagne „Google Maps U-Bahn-Periskop“
- Media Youngsters:
  - 1. Platz: Tanja Punnanchira und Arvid Boström von MediaCom
  - 2. Platz: Eva Sauerwald und Leif Giesenbauer von GFMO OMD
  - 3. Platz: Birgit Hager und Katrin Jäger von Zenithmedia
- Mediapersönlichkeit des Jahres: Thomas Koch (Crossmedia)

### Deutscher Mediapreis 2009
- Beste Media-Strategie:
  - 1. Platz: Mediaplus, Plan.Net und MAB-Media Audience Beratung für BMW mit der Kampagne „Verdichtete 1ntensität“
  - 2. Platz: Zenithmedia für Toyota mit der Kampagne „Johns Appartement - iQ“
  - 3. Platz: OMD Germany für Casio Europe mit der Kampagne „G-Shock Härtetest“
- Beste Media-Idee übergreifend: Media Consulta für das Bundespresseamt
- Sonderpreis TV: Mediaplus und Serviceplan für Expedia.de
- Sonderpreis Online: Beyond Interaction für Ikea
- Sonderpreis Hörfunk: Antenne Bayern für Audi
- Sonderpreis Print: MediaCom für Volkswagen
- Sonderpreis Außenwerbung: Mediaplus für Überkinger
- Sonderpreis Ambient: Euro RSCG für Cillit Bang
- Sonderpreis Kino: Grabarz & Partner für Stern.de
- Media-Tools:
  - OMD Germany und Brand Science für Edeka
  - Landesmesse Stuttgart und Communication Network Media für die Messe MediaBudget
- Media Youngsters:
  - 1. Platz: Luise Laubenheimer und Tina Espelage von Initiative Media
  - 2. Platz: Janika Pickartz und Bernadette Schmitz von Vizeum
  - 3. Platz: Philipp Timm und Andreas Tacken für Mediaedge:cia
- Mediapersönlichkeit des Jahres: Martin Krapf (Geschäftsführer IP Deutschland)

### Deutscher Mediapreis 2010
- Beste Media-Strategie:
  - 1. Platz: Mindshare für Telefónica O2 mit der Kampagne „Damit Sie beim Telefonieren nicht ans Telefonieren denken“
  - 2. Platz: ACT Europe für Opel mit der Kampagne „Insignia Projekt“
  - 3. Platz: OMD Germany für Vodafone D2 mit der Kampagne „DSL, einfach ... schnell“
- Beste Media-Idee TV: Mediaplus und Plan.Net für Carglass mit der Kampagne „Vorsicht, Steinschlag“
- Beste Media-Idee Print: Universal McCann für InBev Deutschland mit der Kampagne „Beck's Gold“
- Beste Media-Idee Online: Pilot Entertainment für Otto mit der Kampagne „Bunte life“
- Beste Media-Idee Hörfunk: Mediaplus für ZDF mit der Kampagne „Sternstunden der Deutschen“
- Beste Media-Idee Below the Line: Mediaplus für Amnesty mit der Kampagne „60 Jahre Menschenrechte“
- Beste Media-Idee Außenwerbung: Optimedia für Nestlé mit der Kampagne „Beneful“
- Media Youngsters:
  - 1. Platz: Christine Vonhof und Daniel Nimmerrichter von Media Consult
  - 2. Platz: Eva Christ und Nicole Barna von MPG
  - 3. Platz: Sophie Tarra und Stephan Bauer von Mediacom
- Mediapersönlichkeit des Jahres: Florian Haller (Geschäftsführer Serviceplan)

### Deutscher Mediapreis 2011
- Beste Media-Strategie:
  - 1. Platz: Mediaplus für Lego mit der Kampagne „Lieber spielen statt fernsehen“
  - 2. Platz: Carat und Heye & Partner für Johnson & Johnson mit der Kampagne „Bebe-WG“
  - 3. Platz: Mindshare für Nike mit der Kampagne „360 Grad“
- Beste Media-Idee TV: Serviceplan für Uhu mit der Kampagne „Klebrigster Werbespot der Welt“
- Beste Media-Idee Online/Mobile/Social Media: Zenithmedia für Puma mit der Kampagne „Hardchorus Song Contest“
- Beste Media-Idee Hörfunk: keine Auszeichnung
- Beste Media-Idee Print: MEC für Chanel mit der Kampagne „Ein Hauch von Luxus“
- Beste Media-Idee Außenwerbung: Mindshare für Telefónica O2 mit der Kampagne „Die Säule mit dem Dreh“
- Beste Media-Idee Ambient: Mediaplus und Plan.Net für Lego mit der Kampagne „3D-Lego“
- Beste Media-Idee Kino: Mediaplus und Serviceplan für BMW mit der Kampagne „BMW Blitz-Film“
- Beste Media-Tools: keine Auszeichnung
- Media Youngsters:
  - 1. Platz: Bastian Raschke und Felix Kleipoedszus von Initiative Media
  - 2. Platz: Hanne Pfeiffer und Felix Krapp von Mindshare
  - 3. Platz: Denise Rubino und Katrin Becker von Zed digital
- Mediapersönlichkeit des Jahres: Mathias Döpfner (Vorstand von Axel Springer)

### Deutscher Mediapreis 2012
- Beste Media-Strategie: Mindshare für Axe Excite mit der Kampagne „Führt selbst Engel in Versuchung“
- Beste Media-Idee TV: Carat für Ergo Direkt mit der Kampagne „Aber die Idee ist gut: Direkt weiter im Programm“
- Beste Media-Idee Online/Mobile/Social Media: Mediaplus für Lego mit der Kampagne „Lego: Builders of Infinity“
- Beste Media-Idee Hörfunk: Initiative Media für Stada mit der Kampagne „Hustenangriff“
- Beste Media-Idee Print: MEC für Mercedes-Benz mit der Kampagne „Sonne an. Sonne aus“
- Beste Media-Idee Außenwerbung: Mediaplus für Fitness First mit der Kampagne „Einfach abnehmen“
- Beste Media-Idee Ambient: JWT Germany für Schirm&Co mit der Kampagne „Rainvertising“
- Beste Media-Idee Kino: Mediaplus für BMW mit der Kampagne „Head-Up-Display“
- Beste Media-Tools: keine Auszeichnung
- Media Youngsters:
  - 1. Platz: Amrei Rösch und Pia Schellig von Carat
  - 2. Platz: Nike Reiber und Florian Holub von Crossmedia
  - 3. Platz: Franziska Härtel von OMG Outdoor und Christoph Heymel von OMG Fuse
- Mediapersönlichkeit des Jahres: Florian Weischer (Geschäftsführer von WerbeWeischer)

### Deutscher Mediapreis 2013
- Beste Media-Strategie:
  - Mindshare für Nike mit der Kampagne „My Time Is Now“
  - Mediaplus für die Bundesagentur für Arbeit mit der Kampagne „Ich bin gut 2012“
- Beste Media-Idee TV: Zenithmedia für Toyota mit der Kampagne „Yaris Goes Shazam“
- Beste Media-Idee Online / Social Media: Mediacom für Deutsche Telekom mit der Kampagne „Entertain Remote Control“
- Beste Media-Idee Hörfunk: Mediaplus für AOK Bayern mit der Kampagne „Der erste Hörtest live im Radio“
- Beste Media-Idee Print: Mediacom für Volkswagen mit der Kampagne „Beetle meets New Max“
- Beste Media-Idee Außenwerbung: OMD Germany für die PlayStation mit der Kampagne „Uncharted 3 - Nathan Drake erobert die Stadt“
- Beste Media-Idee Ambient: Mediaplus für Mini Deutschland mit der Kampagne „Mini. Not Normal“
- Beste Media-Idee Mobil: OMD Germany und EOL Intermedia für Vodafone mit der Kampagne „BufferBusters“
- Beste Media-Idee Kino: keine Auszeichnung
- Media Youngsters:
  - 1. Platz: Viktoria Lipps und Maria Polnjakov von MEC
  - 2. Platz: Luisa Keuler und Julia Weiß von Starcom
  - 3. Platz: Gesa Ahrens und Helena Gérard von Initiative Media
- Mediapersönlichkeit des Jahres: Udo Müller (Mitgründer und Vorstand Ströer Media)

### Deutscher Mediapreis 2014
- Beste Media-Strategie: MediaCom für Coca-Cola mit der Kampagne „Trink` ne Coke mit“
- Beste Media-Idee TV: Mindshare für Sky Deutschland mit der Kampagne „Sky zeigt Pay-TV Fußball im Free-TV Werbeblock“
- Beste Media-Idee Online: Crossmedia für die SPD mit der Kampagne „Digital-Wahlkampf im Sekundentakt“
- Beste Media-Idee Hörfunk: keine Auszeichnung
- Beste Media-Idee Print: MEC für Daimler mit der Kampagne „Das Statement zum Anfassen“
- Beste Media-Idee Werbung im öffentlichen Raum: Mediaplus für das Erlebnisbad Alpamare mit „Kreativer Taxiwerbung“
- Beste Media-Idee Mobil: MediaCom für Coca-Cola mit der Kampagne „Geschmack: Eins, Zucker: Null“
- Beste Media-Idee Markenerlebnis/Event: PHD Germany für Bridgestone mit der Kampagne „Ultimate Experience“
- Beste Media-Idee Kino: keine Auszeichnung
- Media Youngsters:
  - 1. Platz: Sarah Lösch und Pascal-Ramon Mansmann von Havas Media
  - 2. Platz: Kathrin Köpke und Julia Jahncke von GFMO OMD
  - 3. Platz: Sarah Busch und Carina Höller von Performics
- Mediapersönlichkeit des Jahres: Brian Sullivan (CEO Sky Deutschland)

### Deutscher Mediapreis 2015
- Beste Media-Strategie: Carat für Adidas mit der Kampagne „The #adidas real-time #worldcup“
- Beste Media-Idee TV: Mediacom für Volkswagen mit der Kampagne „Volkswagen Fan-Bande“
- Beste Media-Idee Online: Fuel@VivaKi für Daimler mit der Kampagne „Herzlichen Glückwunsch – Das könnte ihr Neuer sein“
- Beste Media-Idee Hörfunk: Mediaplus für Parship: mit der Kampagne „Keine Fake-Profile“
- Beste Media-Idee Print: Mediaplus für Geers Hörakustik mit der Kampagne „Erster Hörtest in Print“
- Beste Media-Idee Werbung im öffentlichen Raum: Mediaplus für Stiftung fürs Leben mit der Kampagne „Life Time Clock“
- Beste Media-Idee Mobil: Mediacom für Seat Deutschland mit der Kampagne „Search, Scan and Drive“
- Beste Media-Idee Markenerlebnis/Event: Fuel@VivaKi für Daimler mit der Kampagne „Hörbuch Abenteuer“
- Media Youngsters: Katrin Abel und Marie Christine Königs von Optimedia
- Mediapersönlichkeit des Jahres: Erich, Regine, Alexander und Konstantin Sixt (Unternehmerfamilie Sixt)

### Deutscher Mediapreis 2016
- Beste Media-Strategie: Redblue Marketing für Media-Markt mit der Kampagne „Das große Osterhasenrasen“
- Beste Media-Idee TV: IP Deutschland für Bahlsen mit der Kampagne „Tagesaktuelle Spots – Frisch aus dem Dschungel“
- Beste Media-Idee Online: MEC, MEC #Red für Vodafone mit der Kampagne „Ich zeig dir die Welt“
- Beste Media-Idee Hörfunk:
- Beste Media-Idee Print: Mediacom, Kinetic, DDB Group für Deutsche Telekom mit der Kampagne „Magenta T - Eine Brücke für Europa“
- Beste Media-Idee Werbung im öffentlichen Raum: Forward One Germany für Telefónica mit der Kampagne „O2 Gaming Ampel“
- Beste Media-Idee Mobil: Mediaplus, Plan.net Media, Plan.net Campaign für AOK mit der Kampagne „Heads Up“
- Beste Media-Idee Markenerlebnis/Event: Mediaplus, Serviceplan Campaign 1 für Gibson Guitar mit der Kampagne „Song Coupon“
- Beste Media-Idee Content-Marketing: Mediaplus, Serviceplan International für BMW mit der Kampagne „#BMWstories“
- Media Youngsters: Stephanie Boll und Laura Zeides von Starcom
- Mediapersönlichkeit des Jahres: Christof Baron (Chairman/Joint CEO EMEA Mindshare)

### Deutscher Mediapreis 2017
- Beste Media-Strategie: L’Équipe L’Oréal für die Kampagne „Perfect Match Influencer-Kampagne“
- Beste Media-Idee TV: Forward Media für Telefónica mit der Kampagne „TV Person Placement“
- Beste Media-Idee Online: Mediaplus für ZDF mit der Kampagne “Playbutton-Integration”
- Beste Media-Idee Hörfunk: keine Auszeichnung
- Beste Media-Idee Print: Mediaplus, Serviceplan für Stylight mit der Kampagne „The Fashion Mag Hijack“
- Beste Media-Idee Werbung im öffentlichen Raum: BBS Werbeagentur für metronom Eisenbahngesellschaft
- Beste Media-Idee Mobil: OMD München für McDonald’s, Deutschland mit der Kampagne „Synergetische GPS-Nutzung“
- Beste Media-Idee Markenerlebnis/Event: MediaCom für Telekom Deutschland mit der Kampagne „Street Gigs 360°“
- Beste Media-Idee Content-Marketing: Gruner + Jahr eMS für das Mobile-Game „Sea Hero Quest“ der Deutschen Telekom mit der Kampagne „Spielen gegen das Vergessen“
- Beste Media-Idee Kino: Mediaplus, Serviceplan für WMF Group mit der Kampagne „Die zerschnittene Kinoleinwand“
- Media Youngsters: Carolin Guder und Johanna Stütz von Dentsu Aegis Network
- Mediapersönlichkeiten des Jahres: Tina Beuchler (Vorsitzende der OWM und Digital & Media Director bei Nestlé Deutschland) und Uwe Storch (Stellvertretender Vorsitzender der OWM und Head of Media Ferrero Deutschland)

### Deutscher Mediapreis 2018
- Beste Media-Strategie:
  - national: Fuel@Publicis Media für Daimler-Benz mit der Kampagne „Grow up – Drive Mercedes-Benz“
  - regional: Vizeum Deutschland für H&M mit dem Hamburg Live-City-Take-over
- Beste Media-Idee Bewegtbild: SevenOne AdFactory mit den „Circus HalliGalli Live Spots“
- Beste Media-Idee Digital: Crossmedia für das Bundesministerium der Verteidigung mit der YouTube-Serie „Die Rekruten“
- Beste Media-Idee Audio: Mediaplus für Deichmann mit der Kampagne „Song-Targeting with Ellie Goulding“
- Beste Media-Idee Werbung im öffentlichen Raum: Mediaplus für Mini Deutschland mit der Kampagne „The Tracking Picnic Bench“
- Beste Media-Idee Content-Marketing: Mediaplus für den CulturBooks Verlag mit der Kampagne „Heaven’s Gate“
- Beste Media-Idee Non-Profit-Media: Ogilvy für The European Antibullying Network/The Smile of the Child mit der Kampagne „Escalating GIFs“
- Beste Agentur des Jahres: Crossmedia
- Media Youngsters:
  - Erster Platz: Leandra Streuer und Laura Rehders von Mindshare Hamburg
  - Zweiter Platz: Alisa Ryjkina und Lars Weigel von Wavemaker
  - Dritter Platz: Katharina Günther und Christina Kalff von Forward Media
- Mediapersönlichkeit des Jahres: Julia Jäkel (Vorstandsvorsitzende von Gruner + Jahr)

### Deutscher Mediapreis 2019
- Media-Ideen des Jahres:
  - Audio: Havas Media für The Lorenz Bahlsen Snack-World
  - Werbung im öffentlichen Raum: Weischer.Media für United Nations
  - Digital: Mediaplus für Internationale Gesellschaft für Menschenrechte
  - Content-Marketing: Havas Media (Arena) für Deka Bank
  - Markenerlebnis/Event: Mindshare für Lufthansa
  - Non-Profit-Media: Ogilvy für Gesicht zeigen! Für ein weltoffenes Deutschland
- Media-Strategien des Jahres:
  - Regional: Mindshare für Beam Suntory Deutschland
  - National: Mediaplus für Hornbach
- Media-Persönlichkeit des Jahres:
  - Susanne Kunz von Procter & Gambler

### Deutscher Mediapreis 2020
- Media-Ideen des Jahres:
  - Non-Profit Media: Mediaplus, Serviceplan, meap und Plan.Net, für Stiftung Über Leben – Initiative Organspende: Human heart – out of stock
  - Print: Mediaplus, bBox type, Plan.Net, Studio Heu.Land, achtung! und Serviceplan für Reporters Without Borders Germany: Fonts for freedom
  - Audio: Crossmedia, earnesto und Philipp und Keuntje für DAK-Gesundheit: Ganz schön krank, Leute! – der Podcast der DAK
  - Bewegtbild linear: Forward Media, Havas Sports & Entertainment Germany und IP Deutschland für Telefónica Germany: O2 O-Cam – die unsichtbare TV Sonderwerbeform
  - Bewegtbild non-linear: Initiative Media, Ad Alliance, Divimove und Plan.net für Reckitt Benckiser Deutschland: Erlebe die ganze Vielfalt – mit Durex und It´s a match
  - Werbung im öffentlichen Raum: Mediaplus, CuBird, Serviceplan und MediaMonks für Berliner Verkehrsbetriebe: Mind the gap
  - Contentmarketing: Forward Media und Havas München für Telefónica Germany: #O2Feat.You
  - Markenerlebnis/Event: Wavemaker für Vodafone: Vodafone 5G Blind Skiing
  - Digital: Kolle Rebbe, The Sound Shack und We Young für About You: ABOUT YOUr Choice
  - Programmatic/Data: Spirable für Vodafone: Vodafone GigaCube – Dynamic Creative Strategie
- Media-Strategien des Jahres
  - national: Crossmedia, Castenow und Tacsy für Bundesministerium der Verteidigung: Bundeswehr: KSK – kämpfe nie für dich allein
  - national: MediaCom, GGH MullenLowe, Kinetic Worldwide Germany und thjnk Berlin für Ikea Deutschland: Ikea – Work-Life-Sleep-Balance
  - regional: OMD Germany und Werbeagentur Sassenbach Advertising für Energie Südbayern: „Energie Südbayern – sauber g’spart!“
- Media-Persönlichkeit des Jahres
  - Matthias Dang, Ad Alliance
- Media-Agentur des Jahres
  - Mediaplus
- Media Youngster
  - Platz 1: Christina Kalff und Yannick Ortanca, Havas Media
  - Platz 2: Blanka Backus und Anna-Maria Dreesch, OMD Düsseldorf
  - Platz 3: Annika Malina und Robert Jonski, Digitas

Quelle:

### Deutscher Mediapreis 2021
- Media-Ideen des Jahres:
  - Non-Profit Media: Crossmedia und Kolle Rebbe für Aktion Mensch: „Aktion Mensch - Realitätsschock“
  - Print: Mediaplus und Serviceplan für Penny: „Penny (F)Altpapier“
  - Audio: Mediaplus, Serviceplan, Saint Elmo‘s Berlin und Mokoh Music Berlin für Action on Sugar: „Dark Side of Sugar“
  - Bewegtbild linear: Havas Media Germany und Ad Alliance für Telefónica Deutschland: „Der Monolog-Crasher“
  - Bewegtbild non-linear: OMD Germany und The Trade Desk für McDonald‘s Deutschland: „Yes, we‘re open!“
  - Werbung im öffentlichen Raum: Zenithmedia, Publicis Media und Publicis Media AdWorx für The Walt Disney Company Germany: „The Mandalorian - Galaktischer Drohnenstunt“
  - Contentmarketing: SevenOne AdFactory und WallDecaux für Weißer Ring: „Schweigen macht schutzlos“
  - Markenerlebnis/Event: Scavenger Hunt, Linking Brands: team4tourism, Katadyn Deutschland und Rawbite für Deuter Sport: „Die Deuter Scavenger Hunt“
  - Digital: Masterplan Media für Tinder: „Tinder Swipe Night“
  - Programmatic/Data: Crossmedia und eg+ Worldwide für Etihad Airways: „Etihad Airways: Meta-Dynamic Automation“
- Media-Strategien des Jahres
  - national: Mindshare, Emetriq, DDB Hamburg und iProspect für Deutsche Telekom „Gegen Hass im Netz. Eine Kampagne, die keine Kampagne sein darf“
  - regional: Mediaplus, Plan.Net und Planus Media für Nürnberger Versicherung „Unerwarteter Traumjob“
- Media-Persönlichkeit des Jahres
  - Daniel Rosemann, Senderchef von ProSieben und Sat.1 sowie Joko & Klaas
- Media-Agentur des Jahres
  - Mediaplus
- Media Youngster
  - Platz 1: Franziska Pfoser und Niclas Müller, OMD Germany
  - Platz 2: Lena Slawyk und Paulina Flinzenberg, OMD Germany
  - Platz 3: Selina Baumann und Melanie Reitenbach, PHD Germany

Quelle: